# ماريوس رونكوسكاس
ماريوس رونكوسكاس (بالليتوانية: Marius Runkauskas)‏ مواليد 20 مايو 1986 في كلايبيدا، الجمهورية الليتوانية السوفيتية الاشتراكية، هو لاعب كرة سلة ليتواني. بدأ مسيرته الاحترافية في سنة 2003. يحمل الرقم 22.

## المسيرة الاحترافية
لعب مع نادي نبتونس لكرة السلة في موسم 2007–2008، ثم لعب مع إيه إس كي ريغا في سنة 2009، ثم لعب مع سي إس يو بلويشت في موسم 2014–2015، ثم لعب مع ليتوفوس رايتس في موسم 2015–2016.

## روابط خارجية
- ماريوس رونكوسكاس على موقع الدوري الأوروبي لكرة السلة (الإنجليزية)
- ماريوس رونكوسكاس على موقع كرة السلة الأوروبية.كوم (الإنجليزية)
- ماريوس رونكوسكاس على موقع ريلجم (الإنجليزية)
- ماريوس رونكوسكاس على موقع بروبوليرز (الإنجليزية)
- ماريوس رونكوسكاس على موقع سبورتس رفرنس (الإنجليزية)